# Synagris capitata
Synagris capitata är en stekelart som beskrevs av Henri Saussure 1863. Synagris capitata ingår i släktet Synagris och familjen Eumenidae. Inga underarter finns listade i Catalogue of Life.